# Павло Ліст
Пол Ліст (івр. פאול ליסט; 9 вересня 1887 Одеса, Російська імперія — 1954, Лондон, Велика Британія) — шахіст єврейського походження, виступав за збірну Росії, Німеччини, Литви та Великої Британії.

## Біографія
Народився в Одесі, в єврейській родині.
Справжнє прізвище — Одес. Зі слів самого Ліста, Г. Я. Левенфіш стверджував, що причиною зміни прізвища була плутанина з кореспонденцією (Одесу в Одесу).
У 1908 році виграв Одеський шаховий турнір. У 1910 році посів 3 місце на чемпіонаті міста Одеси з шахів (переміг Борис Верлінський). У 1910 році він переїхав до Вільнюса, де зіграв унічию з Григорієм Левенфішем (+4, −4, =1). У 1911 році в Петербурзі поділив 15-16 місце у Всеросійському турнірі любителів. місце (переміг Степан Левицький). У 1912 році поділив четверте місце з Іллею Рабіновичем у Всеросійському турнірі любителів (переміг Карел Громадка).
Під час громадянської війни в Росії емігрував до Німеччини. У 1927 році зайняв 3 місце на шаховому турнірі в Магдебурзі. У 1928 році посів 5 місце на Берлінському шаховому турнірі. У 1930 році у Франкфурті-на-Майні поділив 3-4 місце на міжнародному шаховому турнірі (переміг Арон Німкович).
Після приходу нацистів до влади в 1933 році емігрував з Німеччини. У жовтні 1937 року він виграв двоколовий шаховий турнір у Ризі серед чотирьох гравців, перемігши Теодора Бергса і Фріціса Апсенієкса. Потім він провів деякий час у Литві, де отримав литовське громадянство і представляв збірну Литви у міждержавних матчах з Латвією.
У 1938 році він переїхав до Англії, де займався продажем предметів мистецтва. Також брав участь у місцевих шахових турнірах. У 1938 році посів 3-тє місце на шаховому турнірі в Плімуті. У 1939 році він посів друге місце на Бірмінгемському шаховому турнірі, а в 1940 році розділив 1-2-ге місце з Гаррі Голомбеком на шаховому турнірі в Лондоні.
Брав участь у радіоматчі СРСР — Великобританія. Матч проходив із 19 до 22 червня 1946 року. Грав на 6-й дошці. Програв обидві партії Олександр Котову.
Після Другої світової війни брав участь лише в міжнародному шаховому турнірі в Зандамі (Нідерланди) 1946 року, де посів 5 місце (переміг Макс Ейве).